# Türkvizyonsongfestival 2020
Het Türkvizyonsongfestival 2020 was de vierde editie van het Türkvizyonsongfestival, waaraan 26 Turkstalige landen of regio's aan deelnamen. Deze editie werd op 20 december 2020 vanwege de coronapandemie die dat jaar was uitgebroken online georganiseerd door de Turkse omroep TMB vanuit de TMB-studio's in Istanboel in Turkije. Het was de derde keer dat Turkije het festival organiseerde, na 2013 en 2015.

## Heropstart
Van 2013 tot 2015 vonden er drie edities van het festival plaats. De editie van 2016 zou gehouden worden in Antalya, maar werd om onduidelijke redenen geannuleerd en verplaatst naar het voorjaar van 2017. Uiteindelijk werd ook dit plan gewijzigd en zou het festival georganiseerd worden in het najaar van 2017 in Astana in Kazachstan. Deze opdracht was te zwaar voor de Kazachse omroep waardoor het festival opnieuw geannuleerd werd.
Na verscheidene geruchten medio 2020 werd op 17 oktober 2020 officieel aangekondigd dat het festival opnieuw georganiseerd zou worden.

## Format
De wedstrijdformule was het hetzelfde aan die van de vorige editie. In een grote finale traden alle artiesten aan en aan het einde werd een winnaar gekozen. Oorspronkelijk zou men tijdens deze editie terugkeren naar het format dat in de eerste twee edities van het festival gebruikt werd. In een halve finale zouden alle gebieden dan om een ticket naar de finale strijden.
Per deelnemend gebied was er een jurylid die alle inzendingen, exclusief die van het eigen gebied, beoordeelde met een score van 1 - 10 punten.
In de vorige edities traden de artiesten live op vanuit de locatie in het gastland. Vanwege de coronapandemie namen de artiesten een video op in hun eigen land of regio en stuurden deze op naar de organiserende omroep TMB. Op de namiddag van de finale werden deze video's getoond en beoordeeld. Alle inzendingen moesten worden opgenomen voor een bluescreen en voor 15 november 2020. Deze deadline werd verplaatst naar begin december toen bleek dat weinig deelnemers deze deadline hadden gehaald.

## Deelnemende gebieden
Op dezelfde dag dat het festival werd aangekondigd, maakte de Nogai bekend te zullen deelnemen aan het festival. De bevolkingsgroep had eerder al in 2016 willen meedoen, maar dit festival werd toen afgeblazen. Midden november meldden ook Moldavië en Polen zich voor de eerste maal aan voor deelname. Ook deze twee landen zouden oorspronkelijk voor het eerst deelnemen in 2016. Naast deze landen en gebieden deden ook het Russische oblast Tjoemen en de Kazachse Oeigoeren voor het eerst mee tijdens deze editie.
De omroep Türkmeneli TV maakte bekend te zullen deelnemen met de Iraakse Turkmenen. In de voorgaande edities nam de omroep deel met Irak.
Zowel Basjkirostan, Chakassië, Jakoetië, Tatarije als Toeva zouden in 2015 deelnemen, voordat ze door de Russische omroep verzocht werden zich terug te trekken wegens de ruzie tussen Rusland en Turkije. Tijdens deze editie namen de regio's wel weer deel.
Ook Moskou keerde terug op het festival. In 2014 zou Rusland oorspronkelijk deelnemen, maar toen nam Moskou de plaats van Rusland in. Tijdens deze editie gebeurde exact hetzelfde: oorspronkelijk zou Moskou deelnemen, maar toen de startvolgorde werd bekendgemaakt werd duidelijk dat Rusland zou deelnemen. Op de finale zelf werd de deelname toch steeds vernoemd als Moskou.
Nederland toonde interesse om deel te nemen aan het festival en maakte op 10 november 2020 bekend deel te nemen met Elcan Rzayev en zijn lied Ana vətən. Begin december maakte Rzayev echter bekend dat hij zich terugtrok van het festival, omdat hij zijn lied vanwege de coronamaatregelen in Nederland niet kon opnemen. Een Nederlands debuut op dit festival wordt dus na 2016 opnieuw uitgesteld. Onrechtstreeks was Rzayev toch aanwezig op het festival aangezien hij de tekstschrijver is van Doğma yerlər, de Poolse inzending.
Net als Nederland maakte ook de Zweedse omroep op 10 november officieel bekend dat het land zou debuteren nadat het dit al wilde doen in 2016. Zweden selecteerde Arghavan om deel te nemen met het lied Dirçəliş. Enkele dagen na de Nederlandse terugtrekking meldde de organisatie dat ook Zweden uiteindelijk niet zal debuteren omdat de zangeres haar inzending niet had kunnen opnemen volgens de gevraagde normen.
Vijf dagen voor de finale van het festival werd de startvolgorde geloot. Hierop stonden 26 landen en regio's. Voormalig deelnemende landen Bulgarije, Georgië, Irak, Iran, Kosovo, Oezbekistan en Syrië stonden hier niet op en deden dus niet mee aan deze editie van het festival.

## Uitslag
| Plaats | Regio                 | Taal              | Artiest                | Lied                  | Punten |
| ------ | --------------------- | ----------------- | ---------------------- | --------------------- | ------ |
| 1      | Oekraïne              | Gagaoezisch       | Natalia Papazoglu      | Tikenli yol           | 226    |
| 2      | Jakoetië              | Jakoets           | Umsuura                | Mokhsoğollor          | 204    |
| 3      | Bosnië en Herzegovina | Bosnisch          | Armin Muzaferija       | Džehva                | 194    |
| 4      | Tjoemen               | Siberisch Tataars | Adilya Tusjakova       | Havalarda             | 193    |
| 5      | Azerbeidzjan          | Azerbeidzjaans    | Aydan İlxaszade        | Can can qardaş can    | 193    |
| 6      | Tatarije              | Tataars           | Diliya Akhmetsjina     | Gafu it, avylym       | 191    |
| 7      | Moldavië              | Turks             | Pelageya Stefoglo      | Ateş gibi             | 191    |
| 8      | Duitsland             | Turks             | Seyran                 | Odun                  | 190    |
| 9      | Moskou                | Turks             | Olga Napoli            | Hadi gel              | 186    |
| 10     | Gagaoezië             | Gagaoezisch       | Yulia Arnaut           | Kemençä               | 185    |
| 11     | Chakassië             | Chakassisch       | Darya Tatsjeeva        | Ot chalynda           | 181    |
| 12     | Turkije               | Turks             | Ertan & İsrafil        | Ne yaptıysam olmadı   | 179    |
| 13     | Servië                | Servisch          | Haris Skarep           | Doživotno osuđen      | 178    |
| 14     | Oeigoeren             | Oeigoers          | Sada                   | Muhebbetni kuileili   | 178    |
| 15     | Toeva                 | Toevaans          | Oorzjak Omak Çopanoviç | Bayla la talgam       | 176    |
| 16     | Kirgizië              | Kirgizisch        | Aiganysh Abdieva       | Yupiter               | 176    |
| 17     | Basjkirostan          | Basjkiers         | Ziliya Bakhtiyeva      | Halkyma               | 174    |
| 18     | Polen                 | Azerbeidzjaans    | Michelle               | Doğma yerlər          | 172    |
| 19     | Albanië               | Albanees en Turks | Ilire Ismajli          | Përsëri               | 171    |
| 20     | Noord-Macedonië       | Turks             | Cengiz Sipahi          | Kal yanimda           | 171    |
| 21     | Noord-Cyprus          | Turks             | Çağıl                  | Acitir hep hayallerım | 171    |
| 22     | Roemenië              | Turks             | Sunai Giolacai         | Niye?                 | 167    |
| 23     | Wit-Rusland           | Azerbeidzjaans    | Svetlana Agarval       | Məni anla             | 166    |
| 24     | Nogai                 | Nogais            | Zjanna Rustamovna      | Munaima               | 159    |
| 25     | Kazachstan            | Kazachs           | Almaz Kopzhasar        | Kim ol                | 159    |
| 26     | Iraakse Turkmenen     | Turks             | Sarmad Mahmood         | Kelebek               | 150    |

## Wijzigingen

Deelnemende gebieden.
Gebieden die in het verleden deelgenomen hebben, en in 2020 afwezig waren

### Debuterende gebieden
- Iraakse Turkmenen: De Iraakse Turkmenen namen dit jaar voor het eerst deel aan het Türkvizyonsongfestival. Hun debuut kwam tot stand nadat de omroep Türkmeneli TV besliste om niet langer het land Irak te vertegenwoordigen, maar enkel de bevolkingsgroep van de Iraakse Turkmenen.
- Moldavië: Moldavië nam dit jaar voor het eerst deel aan het Türkvizyonsongfestival. De omroep had zich voorheen ook al in 2016 aangemeld voor deelname.
- Nogai: De omroep achter de deelname van de Nogai en Stavropol wilde al in 2016 deelnemen met Islam Satyrov toen het festival geannuleerd werd. Op 6 oktober 2020 maakte de omroep bekend te zullen deelnemen aan het festival, waardoor het de eerste deelnemer van 2020 werd.
- Oeigoeren: Begin december werd de deelname van de Kazachse Oeigoeren officieel. Hoewel eerst werd aangenomen dat ze zouden aantreden namens Kazachstan, namen ze toch apart deel. Twee dagen na hun aanmelding, meldde het land Kazachstan zich immers ook aan voor deelname.
- Polen: Net als bij Nederland werd op 10 november duidelijk dat Polen voor het eerst zou deelnemen aan het festival. Ook Polen zou oorspronkelijk gedebuteerd zijn in 2016.
- Tjoemen: Begin december werd duidelijk dat Tjoemen voor het eerst zou deelnemen aan het Türkvizyonsongfestival.

### Terugkerende gebieden
- Basjkirostan: Begin december maakte Tugan Tel TV, de Basjkierse omroep, bekend dat de regio terugkeerde naar het festival. Zangeres Ziliya Bakhtiyeva zou oorspronkelijk al deelnemen aan het gecancelde festival van 2016.
- Chakassië: Nadat de Russische regio zich in 2015 terugtrok, zou het in 2016 opnieuw deelnemen met Irenek Khan voordat het festival gecanceld werd. Op 2 november 2020 maakte de Chakassische omroep bekend te zullen deelnemen aan deze editie.
- Jakoetië: De Jakoetische omroep toonde midden november interesse in deelname. Op 2 december 2020 werd bekend dat de regio toch niet zou terugkeren op het festival. Echter, een dikke week later besliste de omroep weer anders en kwam het naar buiten met het nieuws dat ze een artiest hadden geselecteerd voor deelname.
- Moskou: Oorspronkelijk zou Moskou terugkeren tijdens deze editie, maar toen de startvolgorde werd bekendgemaakt, stond niet Moskou, maar Rusland op de lijst. Echter, in de finale zelf werd de deelname steeds vernoemd als Moskou, waardoor de Russische regio toch terugkeerde op het festival.
- Tatarije: Op 24 november 2020 meldde de Tataarse omroep Maidan TV dat het gebied opnieuw zou deelnemen aan het festival. Zowel voor de edities van 2015 en 2016 had de omroep de groep Jamle uitgekozen. Zij werden niet geselecteerd om nu deel te nemen.
- Toeva: Toen de startvolgorde werd bekendgemaakt stond ook Toeva hierop.

### Niet meer deelnemende landen en gebieden
- Bulgarije: Na twee opeenvolgende deelnames nam het land niet meer deel aan het festival.
- Georgië: Ondanks dat het land aan alle voorgaande edities meedeed, stond het niet op de startvolgorde die werd gepubliceerd.
- Irak: De Irakese omroep Türkmeneli TV besliste om niet langer namens het land Irak deel te nemen aan het festival, maar als de bevolkingsgroep van de Iraakse Turkmenen. Hierdoor was er geen omroep meer die namens Irak deelnam, waardoor het land zich terugtrok van het festival.
- Iran: Het land stond niet op de officiële deelnemerslijst.
- Kosovo: Kosovo deed na twee deelnames niet meer aan het festival. Het land stond niet op de startvolgorde.
- Oezbekistan: Het land deed aan alle vorige edities mee, maar stond niet op de deelnemerslijst van dit jaar.
- Syrië: Nadat het land debuteerde tijdens de vorige editie, besloot het om tijdens deze editie niet meer deel te nemen. Het land stond niet op de deelnemerslijst.

## Trivia
- Oorspronkelijk zou niet Ilire Ismajli, maar Rovena Stefa Albanië vertegenwoordigen op het festival. Toen bleek dat Stefa om persoonlijke redenen niet in staat was om deel te nemen aan het festival, nam Ismajli haar plaats in. Door de wissel in artiest, veranderde ook het lied waarmee Albanië zal aantreden: van Zjarr naar Perseri.

2013 · 2014 · 2015 · 2020